# Ne t'assieds point dans le traîneau d'autrui
Ne t'assieds pas dans le traîneau d'autrui (russe : Не в свои сани не садись), expression russe qui signifie « n'aie pas les yeux plus gros que le ventre » est une pièce de théâtre du dramaturge russe Alexandre Ostrovski écrite en 1852 et publiée pour la première fois dans le n° 5 du mois de mars 1853 de la revue Le Moscovite. La première a eu lieu au Théâtre Maly de Moscou.

## Personnages
- Maxime Fedotytch Roussakov, marchand riche.
- Avdotia Maximovna, sa fille.
- Arina Fedotovna, sa sœur, vieille fille.
- Sylvestre Potapytch Malomalski, tenancier d'une taverne et auberge.
- Anna Antonovna, sa femme.
- Ivan Petrovitch Borodkine, jeune marchand, propriétaire d'une petite boutique et d'une cave.
- Victor Arkaditch Vikhorev, officier de cavalerie ayant démissionné de l'armée.
- Andréï Andréitch Barantchevski, fonctionnaire.
- Stepan, valet de Vikhorev.
- Garçon d'auberge.
- Garçon et fille (rôles muets).

## Argument
L'action se passe dans une petite ville de province. Avdotia, fille d'un riche marchand est amoureuse d'un jeune homme, Victor, ancien officier de cavalerie. Il est beau et parle bien et il n'a qu'un but : épouser une jeune fille riche pour profiter de sa situation. Mais le père de la jeune fille devine ses intentions et décide de le pousser à se dévoiler.

## Histoire
En 1852, les œuvres d'Ostrovski sont interdites de scène par la censure. Des années plus tard, il écrit : « L'auteur, spécialement débutant, dont une ou deux œuvres sont interdites sans explication, devient esclave de sa propre peur… Dès qu'il nourrit une idée longue, il a tendance ensuite à la raccourcir; dès qu'il crée un personnage fort, il l'adoucit; dès qu'il tombe sur une phrase enflammée et puissante, il l'atténue car dans tout cela, il commence maintenant à voir les raisons possibles de futures interdictions. » Sa nouvelle pièce est le résultat d'un compromis de ce genre: c'est un  mélodrame, moins audacieux que la pièce Une affaire de famille et moins ambitieux que  La Mariée pauvre, avec beaucoup de répliques tranchantes atténuées. Le personnage principal, Roussakov, est inspiré d'une personne réelle, le marchand Kocheverov, parent de l'acteur Prov Sadovski qui ravissait Ostrovski par son ouverture d'esprit et ses façons libres à l'égard de l'argent.
Ostrovski a ecrit sa pièce, qui s'appelait à l'origine On doit deviner quand les bonnes choses sont bonnes (Ot dobra dobra ne ichtchout), tout au long de l'année 1852. Le 6 octobre de cette année, Mikhaïl Pogodine écrit dans son Journal qu'il a entendu dire que la pièce a été lue par son auteur. Le 19 novembre, Ostrovski informe Pogodine que son texte a été envoyé au comité de censure.
Ostrovski fait jouer sa pièce pour la première fois chez son ami Nikolaï Panov (premier à collecter les manuscrits d'Ostrovski, œuvre reprise par Nikolaï Chapovalov). Un autre spectacle amateur de ce genre est monté à Pavlovski Possad, au théâtre de l'usine du prince Yakov Grouzinski, père de l'acteur Ivan Nikouline, mari de l'actrice Lioubov Nikoulina-Kossitskaïa.

### Productions
La première a lieu au Théâtre Maly le 14 janvier 1853, et la pièce est très applaudie et reçoit même les louanges de détracteurs d'Ostrovski, comme Vassili Botkine. La deuxième représentation et la troisième représentation remportent encore plus de succès, Kossitskaïa et Sadovski (dans le rôle de Roussakov) y étant considérés comme excellents. Cela marque d'après Lakchine la naissance de ce qui sera appelé plus tard le « théâtre d'Ostrovski », l'« union véritable du drame et des artistes. » Plus tard dans la saison, la pièce est montrée douze fois au Théâtre Bolchoï, ce qui marque les débuts d'Ostrovski dans ce théâtre  ,.
Au début du mois de février 1853, Ostrovski se rend à Saint-Pétersbourg pour la première fois. Il est accueilli par le directeur des Théâtres impériaux, Alexandre Guedeonov, devient ami de l'acteur Fiodor Bourdine qui aide à obtenir la permission du comité de la censure pour faire jouer dans la capitale une autre pièce d'Ostrovski, La Matinée d'un jeune homme ; sa première a lieu au Théâtre du Cirque le 12 février 1853. Le 19 février, Ne t'assieds point dans le traîneau d'autrui est joué au Théâtre Alexandra et c'est encore un succès, malgré le jeu légèrement moins inspiré des acteurs que ceux de Moscou. Ostrovski doit quitter la capitale avant la première pétersbourgeoise ayant appris que son père se mourait. Nicolas Ier assiste à l'une des représentations et en est très favorablement impressionné, ayant résumé le message de la pièce en ce que « les enfants doivent suivre les conseils de leurs parents, sinon tout s'écroule. » S'adressant à Guedeonov et à sa propre suite, l'empereur déclare:« Il y a peu de pièces qui m'ait donné autant de plaisir. » Et il ajoute en français: « Ce n'est pas une pièce, c'est une leçon. » Le lendemain, il invite toute sa famille à voir la pièce au théâtre.
En mars 1853, la pièce est publiée dans Le Moscovite et plus tard en librairie. Des années plus tard, Nikolaï Dobrolioubov écrit dans Le Royaume de l'obscurité que « l'idée principale de la pièce est celle du "samodourstvo" [tyrannie domestique] quelle que soit la forme que cela prenne, mièvre ou même tendre, qui fait grandement souffrir la personne qui en est victime et lui fait même perdre sa personnalité. » Une telle « perte de personnalité détruit à la fois la conscience et la raison, de telle sorte que la victime peut même être poussée à commettre n'importe quel genre de crime et mourir à cause de son manque de raison et de caractère. »